# Histioteuthis arcturi
Histioteuthis arcturi är en bläckfiskart som först beskrevs av Robson 1948.  Histioteuthis arcturi ingår i släktet Histioteuthis och familjen Histioteuthidae. Inga underarter finns listade i Catalogue of Life.